# Pedro Valverde Fuentes
Pedro Valverde Fuentes (Malgrat de Mar; 1915 - Barcelona, 17 de febrero de 1949), también conocido por el sobrenombre “El noi de Calella” fue un militante del partido político español PSUC y guerrillero comunista español, fusilado como resistente antifranquista.
Durante la Guerra Civil Española fue condecorado por las autoridades de la República con la medalla al valor individual. En 1946 el Partit Socialista Unificat de Catalunya lo nombró responsable político-militar de la Agrupació Guerrillera de Catalunya (AGC), formada por dos brigadas dirigidas por Numen Mestre Ferrando y Jaume Valls Sarda. Se encargó de la edición de Ejército y Democracia y puso en marcha una campaña de atentados contra locales falangistas, torres de alta tensión y restaurantes de lujo.
La estructura de la AGC fue desmantelada después de la detención de Angel Carrero Sancho en enero de 1947. Valverde fue juzgado con 80 militantes antifranquistas más en consejo de guerra el 13 de octubre de 1948; junto con los miembros del PSUC Angel Carrero Sancho, Joaquim Puig i Pidemunt y Numen Mestre Ferrando acusados de organizar los atentados con bombas, el 29 de noviembre de 1946, en las sedes de los diarios Solidaridad Nacional (diario portavoz de FET-JONS) y La Prensa, que provocaron un muerto y tres heridos. Todos ellos fueron condenados a muerte y fusilados en el Campo de la Bota de Barcelona el 17 de febrero de 1949.